# Brevicyttara cyclospila
Brevicyttara cyclospila is een vlinder uit de familie van de houtboorders (Cossidae). De wetenschappelijke naam van de soort werd voor het eerst geldig gepubliceerd in 1945 door Turner.